# Tim Burke (effettista)
Tim Burke (Newcastle upon Tyne, 1º gennaio 1965) è un effettista britannico.

## Biografia
Dopo aver studiato grafica al college, iniziò a lavorare alla televisione. Nel corso degli anni novanta, lavora principalmente nel campo delle pubblicità. Nel corso del 1996 inizia a lavorare nel campo degli effetti visivi con la società Scott Free Productions creata da Tony e Ridley Scott. Burke, a partire dal film Harry Potter e il prigioniero di Azkaban è stato supervisore agli effetti visivi per tutti gli altri film della serie. Nel 2001 gli viene assegnato l'Oscar ai migliori effetti speciali per il film Il gladiatore diretto da Ridley Scott, mentre per la serie di Harry Potter riceve altre 3 candidature nella stessa categoria. Ha partecipato alla realizzazione degli effetti speciali del film Animali fantastici e dove trovarli.

## Filmografia
- The Mill on the Floss, regia di Tim Whelan (1997) - Lead digital compositor
- The Hunger - serie TV (1997) - Digital effects compositor
- Merlino (Merlin), regia di Steve Barron - miniserie TV (1998) - Digital effects compositor
- Still Crazy, regia di Brian Gibson (1998) - Digital effects compositor
- Nemico pubblico (Enemy of the State), regia di Tony Scott (1998) - Supervisore agli effetti digitali
- Babe va in città (Babe: Pig in the City), regia di George Miller (1998) - Digital effects compositor
- Il gladiatore (Gladiator), regia di Ridley Scott (2000) - Supervisore agli effetti visivi
- Hannibal, regia di Ridley Scott (2001) - Supervisore agli effetti visivi
- Il destino di un cavaliere (A Knight's Tale), regia di Brian Helgeland (2001) - Supervisore agli effetti visivi
- Black Hawk Down - Black Hawk abbattuto, regia di Ridley Scott (2001) - Supervisore agli effetti visivi
- Harry Potter e la camera dei segreti (Harry Potter and the Chamber of Secrets), regia di Chris Columbus (2002) - Supervisore agli effetti visivi
- Harry Potter e il prigioniero di Azkaban (Harry Potter and the Prisoner of Azkaban), regia di Alfonso Cuarón (2004) - Supervisore agli effetti visivi
- Harry Potter e il calice di fuoco (Harry Potter and the Goblet of Fire), regia di Mike Newell (2005) - Supervisore agli effetti visivi aggiuntivo
- Harry Potter e l'Ordine della Fenice (Harry Potter and the Order of the Phoenix), regia di David Yates (2007) - Supervisore agli effetti visivi
- Harry Potter e il principe mezzosangue (Harry Potter and the Half Blood Prince), regia di David Yates (2009) - Supervisore agli effetti visivi
- Harry Potter e i Doni della Morte - Parte 1 (Harry Potter and the Deathly Hallows - Part 1), regia di David Yates (2010) - Supervisore agli effetti visivi senior
- Harry Potter e i Doni della Morte - Parte 2 (Harry Potter and the Deathly Hallows - Part 2), regia di David Yates (2011) - Supervisore agli effetti visivi senior
- Animali fantastici - I crimini di Grindelwald (Fantastic Beasts: The Crimes of Grindelwald), regia di David Yates (2018)

## Riconoscimenti
- 2001
  - Oscar ai migliori effetti speciali insieme a John Nelson, Neil Corbould e Tom Harvey per Il gladiatore (Gladiator)
  - Nomination BAFTA ai migliori effetti speciali insieme a John Nelson, Rob Harvey e Neil Corbould per Il gladiatore (Gladiator)
- 2005
  - Nomination Oscar ai migliori effetti speciali insieme a Roger Guyett, Bill George e John Richardson per Harry Potter e il prigioniero di Azkaban (Harry Potter and the Prisoner of Azkaban)
  - Nomination BAFTA ai migliori effetti speciali insieme a John Richardson, Roger Guyett, Bill George e Karl Mooney per Harry Potter e il prigioniero di Azkaban (Harry Potter and the Prisoner of Azkaban)
  - Visual Effects Society  Outstanding Visual Effects in an Effects Driven Motion Picture insieme a Roger Guyett, Theresa Corrao e Emma Norton per Harry Potter e il prigioniero di Azkaban (Harry Potter and the Prisoner of Azkaban)
- 2008
  - Nomination BAFTA ai migliori effetti speciali insieme a John Richardson, Emma Norton e Chris Shaw per Harry Potter e l'Ordine della Fenice (Harry Potter and the Order of the Phoenix)

- 2011
  - Nomination Oscar ai migliori effetti speciali insieme a John Richardson, Christian Manz e Nicolas Aithadi per Harry Potter e i Doni della Morte - Parte 1 (Harry Potter and the Deathly Hallows: Part I)
  - Nomination BAFTA ai migliori effetti speciali insieme a John Richardson, Tim Alexander e Nicolas Aithadi per Harry Potter e i Doni della Morte - Parte 1 (Harry Potter and the Deathly Hallows - Part 1)
  - Nomination Visual Effects Society  Outstanding Visual Effects in a Visual Effects Driven Feature Motion Picture insieme a Emma Norton e John Richardson per Harry Potter e i Doni della Morte - Parte 1 (Harry Potter and the Deathly Hallows - Part 1)
- 2012
  - Nomination Oscar ai migliori effetti speciali insieme a David Vickery, Greg Butler e John Richardson per Harry Potter e i Doni della Morte - Parte 2 (Harry Potter and the Deathly Hallows: Part II)
  - BAFTA ai migliori effetti speciali insieme a Greg Butler, John Richardson e David Vickery per Harry Potter e i Doni della Morte - Parte 2 (Harry Potter and the Deathly Hallows - Part 2)
  - Nomination Visual Effects Society  Outstanding Visual Effects in a Visual Effects-Driven Feature Motion Picture insieme Emma Norton, John Richardson e David Vickery per Harry Potter e i Doni della Morte - Parte 2 (Harry Potter and the Deathly Hallows - Part 2)